# Wally Osterkorn
Walter Raymond Osterkorn (Chicago, Illinois, 6 de julio de 1928 - Scottsdale, Arizona, 11 de enero de 2012) fue un jugador de baloncesto estadounidense, que jugó durante 4 temporadas en la NBA. Con 1,96 metros de altura, jugaba en la posición de ala-pívot.

## Trayectoria deportiva

### Universidad
Jugó durante 4 temporadas con los Fighting Illini de la  Universidad de Illinois, donde promedió 8,7 puntos en 71 partidos.

### Profesional
Fue elegido en la segunda ronda del Draft de la NBA de 1950 por los Chicago Stags, pero no jugó con ese equipo. En su lugar realizó una gira con los Washington Generals -el rival de los Harlem Globetrotters-, y luego actuó en la National Professional Basketball League, primero con los Saint Paul Lights y después con Sheboygan Red Skins.
Con la desaparición de la NPBL, Osterkorn jugó con los Boston Whirlwinds y los United States Stars nuevamente como rival de los Harlem Globetrotters, y posteriormente se incorporó a los Syracuse Nationals de la NBA. Allí jugaría cuatro temporadas entre 1951 y 1955, promediando 7,8 puntos y 6,3 rebotes por partido en 204 presentaciones. Tras la conquista del título en la temporada 1954-55, se retiró de la práctica profesional del baloncesto.

## Estadísticas de su carrera en la NBA
|  | Campeones de la NBA |
|  | Líder de la liga    |

### Temporada regular
| Año     | Equipo   | PJ  | MPP  | %TC  | %TL  | RPP | APP | PPP |
| ------- | -------- | --- | ---- | ---- | ---- | --- | --- | --- |
| 1951–52 | Syracuse | 66  | 26.1 | .351 | .594 | 6.7 | 1.8 | 7.4 |
| 1952–53 | Syracuse | 49  | 20.7 | .324 | .631 | 4.4 | 1.2 | 5.6 |
| 1953–54 | Syracuse | 70  | 30.9 | .346 | .579 | 7.0 | 2.2 | 8.8 |
| 1954–55 | Syracuse | 19  | 15.1 | .206 | .500 | 3.7 | .9  | 2.9 |
| Total   | Total    | 204 | 25.4 | .334 | .592 | 6.0 | 1.7 | 7.0 |

### Playoffs
| Año   | Equipo   | PJ | MPP  | %TC  | %TL  | RPP | APP | PPP  |
| ----- | -------- | -- | ---- | ---- | ---- | --- | --- | ---- |
| 1952  | Syracuse | 7  | 35.6 | .343 | .596 | 8.1 | 2.9 | 10.6 |
| 1953  | Syracuse | 2  | 21.0 | .444 | .333 | 2.0 | 1.0 | 4.5  |
| 1954  | Syracuse | 13 | 41.7 | .369 | .556 | 9.6 | 2.8 | 10.8 |
| 1955† | Syracuse | 11 | 6.8  | .324 | .765 | 1.9 | 1.0 | 3.2  |
| Total | Total    | 33 | 27.5 | .358 | .586 | 6.3 | 2.1 | 7.6  |